# The Winning of Barbara Worth
The Winning of Barbara Worth is een Amerikaanse western uit 1926 onder regie van Henry King. De film werd destijds in Nederland uitgebracht onder de titel Ontketende elementen.

## Verhaal
Barbara Worth werkt aan dam voor een rijke landeigenaar, die grond wil irrigeren in de woestijn. Willard Holmes, de zoon van de landeigenaar, heeft een oogje op Barbara. Op die manier ontstaat er ruzie met Barbara's ploegbaas, die ook verliefd is op haar. De projectontwikkelaar blijkt een oplichter te zijn, die de dam weigert te versterken. De lokale gemeenschap keert zich tegen Barbara en Willard, wanneer de dam dreigt door te breken.

## Rolverdeling
| Acteur          | Personage         |
| --------------- | ----------------- |
| Ronald Colman   | Willard Holmes    |
| Vilma Bánky     | Barbara Worth     |
| Gary Cooper     | Abe Lee           |
| Charles Lane    | Jefferson Worth   |
| Paul McAllister | Ziener            |
| E.J. Ratcliffe  | James Greenfield  |
| Clyde Cook      | Tex               |
| Erwin Connelly  | Pat Mooney        |
| Ed Brady        | McDonald          |
| Sammy Blum      | Horace Blanton    |
| Fred Esmelton   | George Cartwright |
| Bill Patton     | Rosebud           |